# Volta Ciclística Internacional do Rio Grande do Sul
Die Volta Ciclística Internacional do Rio Grande do Sul (ehemals: Volta Ciclística Internacional de Gravataí) ist ein ehemaliges brasilianisches Straßen-Radrennen.
Das Etappenrennen wurde ab 2001 im Bundesstaat Rio Grande do Sul ausgetragen. Während es zunächst als reines Amateurrennen veranstaltet wurde, gehörte es ab 2009 in der Kategorie 2.2 zur UCI America Tour.

## Siegerliste
- 2016  Murilo Affonso
- 2015  Byron Guamá
- 2014  José Luis Rodríguez
- 2012–2013 nicht ausgetragen
- 2011  Renato Seabra
- 2010  Jaime Castañeda
- 2009  Ramiro Cabrera
- 2001–2008 keine Ergebnisse/Austragung